# Anusia nasicornis
Anusia nasicornis är en stekelart som beskrevs av Förster 1860. Anusia nasicornis ingår i släktet Anusia, och familjen sköldlussteklar. Arten är reproducerande i Sverige.